# 4-й набор космонавтов ЦПК ВВС (1967)
4-й набор космонавтов ЦПК ВВС (1967) — набор космонавтов, проводившийся Центром подготовки космонавтов ВВС в 1966—1967 годах. В группу было отобрано 12 слушателей-космонавтов: три военных инженера из НИИ ПВО, а также девять военных лётчиков и штурманов ВВС, финалистов 3-го набора космонавтов 1965 года, успешно прошедших медкомиссию, но не зачисленных ранее в отряд и находящихся в резерве.
Из двенадцати участников 4-го набора космические полёты совершили только трое: Владимир Ковалёнок, Владимир Ляхов и Юрий Малышев.

## История
4-й набор в космонавты ЦПК ВВС проходил в 1966—1967 годах среди лётчиков и штурманов ВВС, инженеров РВСН, а также впервые среди военных научных работников, сотрудников НИИ-2 Министерства обороны СССР (НИИ ПВО г. Калинин). Всего планировалось отобрать 20 слушателей-космонавтов.
Инициатором отбора среди сотрудников НИИ ПВО был военный инженер Владимир Алексеев, который организовал в институте инициативную группу, желающих поступить в отряд космонавтов. С 1965 года они в инициативном порядке прошли парашютную и лётную подготовку в Калининском аэроклубе, освоили полёты на планерах КАИ-12 и «Бланик», выполнили норматив 3-го разряда по планерному спорту. Весной 1966 года, по предложению Научно-технического комитета Войск ПВО, была подписана директива Генерального штаба о проведении отбора среди сотрудников НИИ ПВО в отряд космонавтов. Летом 1967 года на медицинское обследование в Центральный научно-исследовательский авиационный госпиталь (ЦВНИАГ) были направлены восемь человек от НИИ ПВО, из которых только четверо были допущены до специальной подготовки: инженер-майоры Владимир Алексеев, Михаил Бурдаев, Николай Порваткин и Анатолий Николаев. Однако Николаева, в связи с загруженностью работой в институте по тематике «пилотируемая космонавтика», руководство НИИ ПВО не отпустило.
Одновременно с отбором в отряд космонавтов от НИИ ПВО, шёл отбор и среди военных лётчиков. 24 марта 1967 года мандатная комиссия отобрала первых пять кандидатов в космонавты. Руководитель подготовки первых советских космонавтов помощник Главнокомандующего ВВС по космосу генерал-лейтенант Н. П. Каманин в своем дневнике 24 марта 1967 года отмечал: «Планы отобрать 20 человек сорваны из-за плохой организации отбора».
12 апреля 1967 года приказом Главкома ВВС № 282 в отряд космонавтов были зачислены военные инженеры ПВО Алексеев, Бурдаев и Порваткин. 7 мая 1967 года приказом № 369 Главкома ВВС были зачислены слушателями-космонавтами восемь участников-финалистов 3-го набора космонавтов 1965 года, успешно прошедших медкомиссию, но не зачисленных ранее в отряд и находящихся в резерве: капитан Сергей Гайдуков, старшие лейтенанты Валерий Белобородов, Владимир Ковалёнок, Владимир Козельский, Владимир Ляхов, Юрий Малышев, Виктор Писарев и Михаил Сологуб,. Также в отряд был зачислен старший лейтенант ВВС Владимир Исаков.
С мая 1967 по июль 1969 года 12 слушателей-космонавтов 4-го набора проходили общекосмическую подготовку. В мае 1968 года «за проявленную недисциплинированность и нарушение режима для космонавтов» был отчислен из отряда Виктор Писарев, а в сентябре того же года — по состоянию здоровья Михаил Сологуб.
31 июля 1969 года девять слушателей-космонавтов 4-го набора окончили курс общекосмической подготовки. Слушатель Белобородов на государственном экзамене, завершающем курс общекосмической подготовки, получил оценку «удовлетворительно» и в августе того же года был отчислен «за неуспеваемость» (но по его мнению — отчислен за отказ вступать в ряды КПСС).
Восемь слушателей-космонавтов 4-го набора 18 августа были зачислены космонавтами 3-го отдела (лунные программы) 1-го управления 1-го НИИ ЦПК, а Николай Порваткин назначен космонавтом в группу по программе полёта на специальном многоместном военно-исследовательском пилотируемом космическом корабле «Союз 7К-ВИ» (программа «Звезда»).
Из двенадцати участников 4-го набора космические полёты совершили только трое: Владимир Ковалёнок, Владимир Ляхов и Юрий Малышев.

## Список космонавтов 4-го набора ЦПК ВВС
| Список космонавтов 4-го набора ЦПК ВВС (1967 год) | Список космонавтов 4-го набора ЦПК ВВС (1967 год) | Список космонавтов 4-го набора ЦПК ВВС (1967 год) | Список космонавтов 4-го набора ЦПК ВВС (1967 год) | Список космонавтов 4-го набора ЦПК ВВС (1967 год) | Список космонавтов 4-го набора ЦПК ВВС (1967 год) | Список космонавтов 4-го набора ЦПК ВВС (1967 год)                                                                                     | Список космонавтов 4-го набора ЦПК ВВС (1967 год)  | Список космонавтов 4-го набора ЦПК ВВС (1967 год) |
| №                                                 | Фотография                                        | ФИО                                               | Дата рождения                                     | Порядковый номер                                  | Профессия и место работы до поступления в отряд   | Данные о полётах | Дата выхода из отряда                              | Примечание                                        |
| ------------------------------------------------- | ------------------------------------------------- | ------------------------------------------------- | ------------------------------------------------- | ------------------------------------------------- | ------------------------------------------------- | --- | -------------------------------------------------- | ------------------------------------------------- |
| 1                                                 |                                                   | Алексеев Владимир Борисович                       | 19 августа 1933 года                              | —                                                 | ПВО, инженер                                      | — | 20 апреля 1983 года                                | умер 1 марта 2013 года                            |
| 2                                                 |                                                   | Белобородов Валерий Михайлович                    | 26 октября 1939 года                              | —                                                 | ВВС, лётчик                                       | — | 29 августа 1969 года («за неуспеваемость»)         | умер 20 сентября 2004 года                        |
| 3                                                 |                                                   | Бурдаев Михаил Николаевич                         | 27 августа 1932 года                              | —                                                 | ПВО, инженер                                      | — | 20 апреля 1983 года                                | умер 18 декабря 2019 года                         |
| 4                                                 |                                                   | Гайдуков Сергей Николаевич                        | 31 октября 1936 года                              | —                                                 | ВВС, штурман                                      | — | 4 декабря 1978 года                                | умер 5 декабря 2008 года                          |
| 5                                                 |                                                   | Исаков Владимир Тимофеевич                        | 4 апреля 1940 года                                | —                                                 | ВВС, штурман                                      | — | 20 апреля 1983 года                                |                                                   |
| 6                                                 |                                                   | Коваленок Владимир Васильевич                     | 3 марта 1942 года                                 | 40-й космонавт СССР                               | ВТА ВВС, лётчик                                   | 09-11.10.1977 «Союз-25», 15.06-02.11.1978 «Союз-29»-«Салют-6»-«Союз-31», 12.03-26.05.1981 «Союз Т-4»-«Салют-6»                        | 23 июня 1984 года                                  |                                                   |
| 7                                                 |                                                   | Козельский Владимир Сергеевич                     | 12 января 1942 года                               | —                                                 | ВВС, лётчик                                       | — | 20 апреля 1983 года                                |                                                   |
| 8                                                 |                                                   | Ляхов Владимир Афанасьевич                        | 20 июля 1941 года                                 | 45-й космонавт СССР                               | ВВС, лётчик                                       | 25.02-19.08.1979 «Союз-32»-«Салют-6»-«Союз-34», 27.06-23.11.1983 «Союз Т-9»-«Салют-7», 29.08-07.09.1988 «Союз ТМ-6»-«Мир»-«Союз ТМ-5» | 19 августа 1994 года                               | умер 19 апреля 2018 года                          |
| 9                                                 |                                                   | Малышев Юрий Васильевич                           | 27 августа 1941 года                              | 47-й космонавт СССР                               | ВВС, лётчик                                       | 05-09.06.1980 «Союз Т-2», 03-11.04.1984 «Союз Т-11»-«Салют-7»-«Союз Т-10»                                                             | 2 июля 1988 года                                   | умер 8 ноября 1999 года                           |
| 10                                                |                                                   | Писарев Виктор Михайлович                         | 15 августа 1941 года                              | —                                                 | ВТА ВВС, лётчик                                   | — | 21 мая 1968 года (за нарушение режима)             |                                                   |
| 11                                                |                                                   | Порваткин Николай Степанович                      | 15 апреля 1932 года                               | —                                                 | ПВО, инженер                                      | — | 20 апреля 1983 года                                | умер 28 сентября 2009 года                        |
| 12                                                |                                                   | Сологуб Михаил Владимирович                       | 6 ноября 1936 года                                | —                                                 | ВВС, штурман                                      | — | 20 сентября 1968 года (по медицинским показателям) | умер 4 августа 1996 года                          |